# Mayna suaveolens
Mayna suaveolens är en tvåhjärtbladig växtart som först beskrevs av Karsten och Triana, och fick sitt nu gällande namn av Otto Warburg. Mayna suaveolens ingår i släktet Mayna och familjen Achariaceae. Inga underarter finns listade i Catalogue of Life.